# Antikens musik
Antikens musik är en epok i musikhistorien som efterföljer den förhistoriska musiken och som motsvarar antiken. 

## Musiken i Mesopotamien
Anne Draffkorn Kilmer från University of California, Berkeley utgav år 1986 hennes tolkning av kilskrift från Nippur som daterats till omkring 2000 f.Kr., vilket visade sig vara instruktioner för hur musik framförs, att musiken komponerades i harmonier, och att den skrevs i diatonisk skala. Notationen i lertavlan var inte så utvecklad som notationen i senare lertavlor från omkring 1250 f.Kr. Fastän tolkningen av notsystemet fortfarande är kontroversiell står det klart att noterna anvisar namn på lyrans strängar, toner som beskrivs i andra lertavlor. Dessa lertavlor representerar de första nedtecknade melodierna, om än fragmentariskt, i världen.
Det finns hurritiska texter från Ugarit vilka daterats till omkring 1800 f.Kr., vilket är några av världens äldsta.

### Harporna från Ur

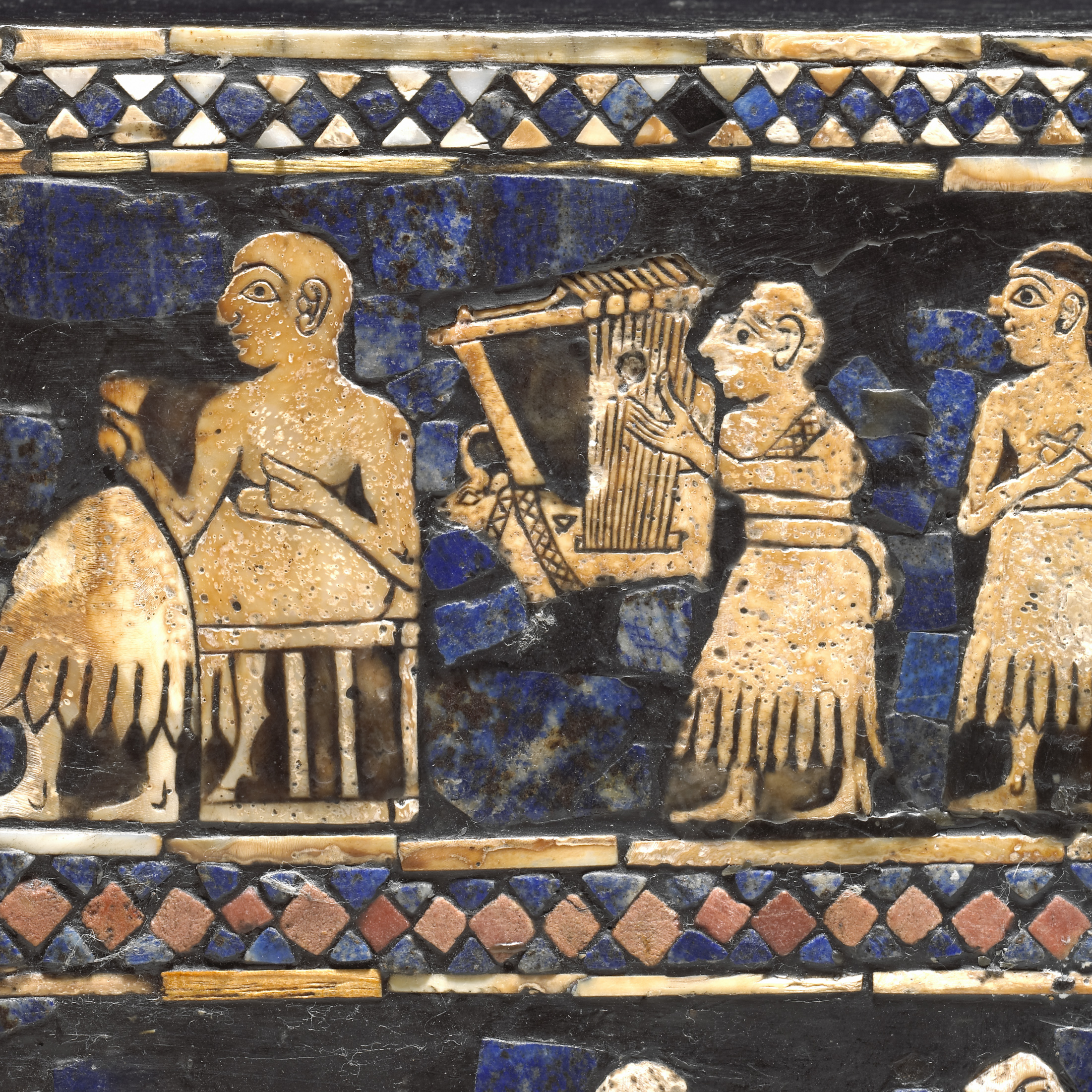
Detalj från Standarden från Ur, som visar en lyraspelare.

År 1929 upptäckte Leonard Woolley delar av fyra harpor när han grävde ut ruinerna av den forntida staden Ur i vad som en gång var Mesopotamien i nuvarande Irak.  Några av dessa fragment finns i Pennsylvania, några vid British Museum i London, och några i Bagdad. De har daterats till 2 750 f.Kr. Flera försök har gjort att rekonstruera harporna men inget har blivit riktigt tillfredsställande. Beroende på definition kan de antingen anses vara lyror eller harpor. Den mest berömda av dessa fragment är den tjurhövdade lyran som finns i Bagdad. Under det andra Irakkriget förstördes den tjurhövdade lyran, och försök har gjorts för att skapa en kopia av den såsom en del av en turnerande orkester.

### Harpor från Assyrien och Egypten
Ashurbanipal (705 - 681 f.Kr.) var kung av Assyrien. I hans huvudstad Nineve finns en basrelief som visar den judeiska staden Lachishs fall. I det elamitiska hovets procession finns en orkester som utgörs av sju lyraspelare, och möjligen en som spelar hackbräde. Lyran verkar ha sju strängar. Äkta harpor finns avbildade i gravar från Ramses III av Egypten, omkring 1200 f.Kr. "Harpspelarens grav" innehåller en basrelief med två blinda musiker. James Bruce beskrev den år 1768, och den kallas därför ibland Bruces grav.

## Antikens Indien
Vid arkeologiska utgrävningar har flöjter med sju hål påträffats jämte diverse stränginstrument från Induskulturen. Samaveda innehåller en samling hymner (samhita), delar av hymner och verser, alla utom 75 från Rigveda, avsedda att sjungas med en särskild sorts melodi som kallas samagana, av vediska präster under offerriter. I antikens Indien memorerades samma text från de vediska källorna i elva former av recitation. Nātya Shastra är en avhandling från antiken som handlar om teater, dans och musik. Den skrevs någon gång mellan 200 f.Kr. och 200 e.Kr. Nātya Shastra bygger på äldre material, den mycket äldre Natya Veda, som innehöll 36 000 slokas, som inte finns bevarad. Det finns akademiker som anser att den skrevs under ett stort tidsspann av olika författare. Den mest auktoritativa kommentaren till Nātya Shastra är Abhinavabharati av Abhinava Gupta.
Fastän större delen av musikdiskussionerna i Nātya Shastra handlar om musikinstrument läggs en del vikt vid flera teoretiska aspekter som blev grundläggande för den indiska musiken:
1. Fastställandet av Shadja som den första noten i en skala eller grama.
2. Två principer för konsonans: första principen fastslår att det finns en fundamental not i en musikskala som är Avinashi (अविनाशी) och Avilopi (अविलोपी), det vill säga att noten alltid är närvarande och oföränderlig. Den andra principen, som ofta behandlas som lag, fastslår att det finns en naturlig konsonans mellan noter, och den bästa konsonansen är mellan Shadja och Tar Shadja och den näst bästa mellan Shadja och Pancham.
3. Det finns en notation av musikaliska modus eller jatis vilka har gett upphov till den moderna notstrukturen som kallas raga. Deras roll i att framkalla känslor framhålls. Kompositioner som lägger vikt vid noterna gandhara eller rishabha anses vara relaterade till tragedier (karuna rasa) medan rishabha framkallar känslan av heroism (vIra rasa).

Jatis avhandlas mer utförligt i texten Dattilam som är ungefär lika gammal som Nātya Shastra.

## Antikens Kina

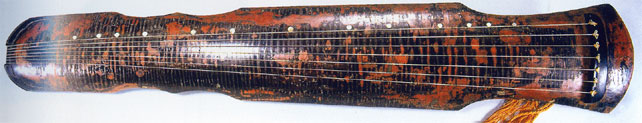
Ett berömt exemplar qin från Tangdynastin, "Jiu Xiao Huan Pei" 《九霄環佩》.

Guqin är ett musikinstrument från antikens Kina med lång historia. Den nämns i kinesiska skrifter tre tusen år tillbaka, och liknande instrument har återfunnits i gravar som är omkring 2500 år. Cittror utan greppband som grävts fram från gravar i södra Kina visar samma instrument som skulle bli längre och ha färre strängar, men de namnges inte i dessa gravar. Enligt den kinesiska legenden hade qin fem strängar, men omkring 1000 f.Kr. fick den ytterligare två.

## Antikens Persien
Mycket litet är känt om musiken i antikens Persien bortsett från att vissa instrument, som gitarr[källa behövs], luta och flöjt, byggdes och användes. Barbatlutan anses ha tillkommit omkring 800 f.Kr.

## Antikens Grekland
Huvudartikel: Den grekiska antikens musik
Musiker i antikens Grekland utvecklade ett eget system för att notera musik. Det blev aldrig ett särskilt vanligt system, men icke desto mindre finns en avsevärd samling notgiven musik från antikens Grekland och Rom. Homeros epos sjöngs ursprungligen, ackompanjerat av musikinstrument, men inga melodier finns bevarade. Dock finns flera andra sånger bevarade. Seikilos epitaf är den äldsta fullständigt bevarade musiken i världshistorien. Det finns tre bevarade hymner av Mesomedes på Kreta (andra århundradet f.Kr.). Dessutom finns många fragment, däribland musik till tragedier, såsom körens sång i Euripides Orestien, och ett instrumentalt stycke från Sofokles Ajax. Romarna hade inget eget notsystem utan lånade uppenbarligen in grekernas. En rad från Terentius Hecyra tonsattes, förmodligen av hans kompositör Flaccus.
Det har alltid varit känt att inte all antik musik varit strikt monofonisk. Några fragment av grekisk musik, såsom Orestien, anger tydligt att fler än en ton ska spelas samtidigt. Grekiska källor behandlar stundom tekniken att spela mer än en ton samtidigt. Dubbelflöjter och forntida säckpipor finns avbildade på vaser och väggmålningar, och bland annat Aristoteles beskrivningar visar att något slag av harmonik fanns. En av flöjterna i aulos spelade förmodligen en nyckelton medan den andra spelade melodin. Kilmers tolkning av kilskriftstavlorna antyder att det tidigt förekom att flera toner spelades samtidigt.

## Antikens Rom
Mycket är känt om Pythagoras och Aristoxenus teorier, dels genom grekiska källor, dels genom samtida romerska författare. Det finns omkring 40 dechiffrerade exemplar av grekiska musiknoter. Av den romerska musiken finns däremot mycket litet bevarat. Detta finns olika skäl till. Ett skäl är att de tidiga kyrkofäderna var fientligt inställda till musiken vid teatrarna, festivalerna och hedniska riter, och att de förbjöd den när kristendomen blev statsreligion i Romerska imperiet.
Romarna anses inte ha varit särskilt nydanande när det gäller musik. Eftersom de uppskattade allt grekiskt påminde deras musik om den grekiska, och därför var musiken huvudsakligen monofonisk och byggde på modus. Rytmen torde ha följt textens meter.
Det är möjligt att romarna lånade grekernas metod med 'enchiriadisk notation'  för att teckna ned sin musik, om de använde något notsystem alls. Fyra bokstäver (motsvarande de moderna tonerna a, g ,f och c) pekar på serier av fyra på varandra följande toner bildande ett tetrakord. Tecken för rytmer, skrivna ovanför bokstäverna, visar på hur lång tid varje not skulle hålla ut.